# Atyriodes albiventris
Atyriodes albiventris är en fjärilsart som beskrevs av Walker 1856. Atyriodes albiventris ingår i släktet Atyriodes och familjen mätare. Inga underarter finns listade i Catalogue of Life.